# Rally Dakar de 1993
El Rally Dakar de 1993, la decimoquinta edición de esta carrera rally raid, se realizó del 1 al 15 de enero de ese año. El trayecto total de esta versión, que se extendió entre París y Dakar, fue de 8877 km y se disputó por rutas de Francia, Marruecos, Argelia, Mauritania y Senegal.
Participaron en total 65 coches, 46 motocicletas y 22 camiones, de los cuales llegaron a la final 44, 12 y 11, respectivamente.

## Recorrido
| Etapa | Fecha       | Origen                   | Destino                  | Total (km) |
| ----- | ----------- | ------------------------ | ------------------------ | ---------- |
| 1     | 1 de enero  | París Francia            | Chailley Francia         |            |
|       | 2 de enero  | traslado a África        |                          |            |
|       | 3 de enero  | traslado a África        |                          |            |
| 2     | 4 de enero  | Tánger Marruecos         | Fez Marruecos            | ---        |
| 3     | 5 de enero  | Fez Marruecos            | Beni Ounif Marruecos     | 761        |
| 4     | 6 de enero  | Beni Ounif Marruecos     | El Golea Argelia         |            |
| 5     | 7 de enero  | El Golea Argelia         | Bordj Omar Driss Argelia | 653        |
| 6     | 8 de enero  | Bordj Omar Driss Argelia | Tamanrasset Argelia      | 570        |
| 7     | 9 de enero  | Tamanrasset Argelia      | Adrar Argelia            | 1191       |
|       | 10 de enero | Día de descanso          |                          |            |
| 8     | 11 de enero | Adrar Argelia            | Chenachen Argelia        |            |
| 9     | 12 de enero | Chenachen Argelia        | Bir Amrane Mauritania    | 650        |
| 10    | 13 de enero | Bir Amrane Mauritania    | Atar Mauritania          |            |
| 11    | 14 de enero | Atar Mauritania          | Atar Mauritania          | 224        |
| 12    | 15 de enero | Atar Mauritania          | Nuakchot Mauritania      | 533        |
| 13    | 16 de enero | Nuakchot Mauritania      | Dakar Senegal            | 517        |

## Vencedores por etapas
| Etapa           | Motocicletas         | Coches               |
| --------------- | -------------------- | -------------------- |
| 1               | Jean Brucy           | Pierre Lartigue      |
| 2               | Enlace               | Enlace               |
| 3               | Stéphane Peterhansel | Erwin Weber          |
| 4               | Stéphane Peterhansel | Bruno Saby           |
| 5               | Cancelado            | Cancelado            |
| 6               | Jordi Arcarons       | Ari Vatanen          |
| 7               | Jordi Arcarons       | Bruno Saby           |
| Día de descanso |                      |                      |
| 8               | Jordi Arcarons       | Ari Vatanen          |
| 9               | Jordi Arcarons       | Jean Pierre Fontenay |
| 10              | Jordi Arcarons       | Erwin Weber          |
| 11              | Massimo Marmiroli    | Hubert Auriol        |
| 12              | Jordi Arcarons       | Hubert Auriol        |
| 13              | Stéphane Peterhansel | Jean Pierre Fontenay |
| Fuente:         |                      |                      |

## Clasificación final

### Coches
| Puesto | Piloto / copiloto              | País    | Marca      |
| ------ | ------------------------------ | ------- | ---------- |
| 1      | Bruno Saby / Dominique Serieys | Francia | Mitsubishi |
| 2      | Pierre Lartigue / Michel Périn | Francia | Citroën    |
| 3      | Hubert Auriol / Gilles Picard  | Francia | Citroën    |

### Motos
| Puesto | Nombre               | País    | Marca  |
| ------ | -------------------- | ------- | ------ |
| 1      | Stéphane Peterhansel | Francia | Yamaha |
| 2      | Thierry Charbonnier  | Francia | Yamaha |
| 3      | Jordi Arcarons       | España  | Yamaha |

### Camiones
| Puesto | Nombre                                                | País               | Marca    |
| ------ | ----------------------------------------------------- | ------------------ | -------- |
| 1      | Francesco Perlini / Giorgio Albiero / Claudio Vinante | Italia             | Perlini  |
| 2      | Jacques Houssat / P. Sarlieve / Diamante Livio        | Francia / · Italia | Perlini  |
| 3      | Gilbert Versino / Raphael Gimbre / Christian Versino  | Francia            | Mercedes |